# Frank Aiken
Francis Thomas Aiken (13 de febrero de 1898 - 18 de mayo de 1983) fue un revolucionario y político irlandés que fue Tánaiste entre 1965 y 1969, ministro de Asuntos Externos de 1957 a 1969 y 1951 a 1954, ministro de Finanzas de 1945 a 1948, ministro para la Coordinación de Medidas Defensivas de 1939 a 1945, ministro de Defensa de 1932 a 1939 y ministro de Agricultura y Pesca de junio  a noviembre de 1936.
Fue Teachta Dála (TD) por la circunscripción de Louth entre 1923 y 1973. Fue Jefe del Estado Mayor del Ejército Republicano irlandés. Originalmente miembro de Sinn Féin, sería uno de los fundadores del Fianna Fáil.

## Biografía

### Primeros años
Aiken nació el 13 de febrero de 1898 en Carrickbracken, Camlough, Condado de Armagh, Irlanda, el último de los siete hijos de James Aiken, un constructor de Tyrone, y Mary McGeeney de Corromannon, Beleek, de Armagh. James Aiken construyó iglesias católicas en el sur de Armagh. Aiken era nacionalista, miembro del IRB y consejero del condado, y rechazó una oferta para presentarse al Parlamento. James era Presidente del Consejo Local de los Guardianes Pobres. En 1900, en su visita a Irlanda, dijo a la Reina Victoria que no le daría la bienvenida "hasta que Irlanda fuera libre."
Frank Aiken fue educado en el Camlough National School de Newry por los Hermanos cristianos irlandeses aunque asistiera a la escuela de forma 'imprecisa'.  Fue nombrado teniente en 1914 cuando se unió a la Compañía de Camlough de Voluntarios Irlandeses y la Liga gaélica. Pero se produjo división entre los nacionalistas del norte, por lo que ninguno de ellos tomó parte en el Alzamiento de Pascua. Fue nombrado secretario de la sección local en 1917, y se unió al Sinn Féin. Su hermana Nano Aiken organizó Cumann na mBan en Newry instalando una rama local en Camlough mientras trabajaba en la Co-Operative Flax-Scutching. Aiken utilizaba de forma habitual la lengua gaélica, que había aprendido en el Donegal Gaeltacht, en el Ormeath Irish College.

### Activista y organizador
Aiken fue elegido Teniente de los Voluntarios irlandeses locales en 1917 (que pasarían a ser conocidos como Ejército Republicano irlandés o IRA a partir de 1919). Conoció a Eamonn de Valera en las elecciones de East Clare en junio de 1917, trabajando para Austin Stack.   Durante un dura elección en Bessbrook en febrero de 1918, Aiken fue elegido Capitán de los Voluntarios. Como secretario y presidente de la Ejecutiva del distrito de South Armagh (Comhairle Ceanntair) parte de su trabajo consistía en recaudar fondos para la Ejecutiva de Dublín, responsable del Dáil Loan diseñado por Michael Collins, el primero que sería emitido por el Dáil Éireann. Las unidades del IRA en el sur de Armagh eran las mejores de todo el noreste, gracias sobre todo al liderazgo y entrenamiento de Aiken.  En 1917, en una muestra de desafío, Aiken izó la bandera tricolor de Irlanda, frente al Cuartel de Camloughen Armagh, un gesto deliberadamente provocador.
En marzo de 1918 fue arrestado por la RIC por entrenamiento ilegal; un acto de abierto desafío por el que pasó un mes en la cárcel. A finales de aquel verano, se unió a la IRB para luchar contra el Hibernianismo en la zona. En torno a 1919, las actividades de Aiken dentro del IRA consistieron en robos de armamento a los Ulster Volunteers que estaban importando armas para luchar contra el Home Rule en 1913-14. Además de los depósitos de la UVF, Aiken y la Brigada de Newry atacaron también los cuarteles unionistas en Dromilly, Ballyedmond Castle y Loughall Manor. Pese a que no consiguieron capturar muchas armas, estas operaciones proporcionaron experiencia a los recién reclutados Voluntarios. Aiken fue también el responsable de crear club GAA Club, una rama de la Liga gaélica. En un evento deportivo en Cullyhanna en junio de 1920, durante la guerra de independencia, Aiken mandó un grupo que exigió a tres agentes de la RIC la entrega de sus revólveres; estalló un tiroteo que provocó un muerto en cada bando. Varios años después, fue nombrado Presidente de la sección de Armagh de Sinn Féin, y fue también elegido consejero del Condado de Armagh.

### Participación en el Ejército Republicano Irlandés

#### Guerra de Independencia irlandesa
Aiken, que operaba en la zona sur de Armagh y norte de Louth, fue uno de los comandantes más eficaces del IRA en el Úlster durante la Guerra de Independencia de Irlanda. En mayo de 1920 dirigió un ataque de 200 hombres contra el cuartel de la Royal Irish Constabulary de Newtownhamilton, asaltando el edificio y prendiéndole fuego con parafina obtenida de un rociador de patatas, aunque la guarnición del cuartel no se rindió. Aiken entonces se puso al frente de un equipo que consiguió abrir un agujero en la pared del cuartel con gelignita y mantuvo un tiroteo con los policías que estaban en el interior. En julio, el nuevo concejal estuvo a punto de ser asesinado en Banbridge; mientras se dirigía en motocicleta a Lurgan  fue perseguido por una multitud furiosa.
En diciembre de 1920 dirigió otro asalto, esta vez sin éxito, a la estación de la RIC en su pueblo natal de Camlough. En represalia, la recién creada Ulster Special Constabulary quemó la casa de Aiken y la de diez de sus familiares en la zona de Camlough. Igualmente, arrestaron y asesinaron a dos republicanos locales. A partir de entonces, en conflicto en la zona tomó un cariz cada vez más violento y sectario. Aiken intentó emboscar en varias ocasiones a patrullas de la USC desde las ruinas de su casa familiar.
En abril de 1921, la unidad del IRA de Aiken montó una operación en Creggan, Armagh para emboscar a la policía y a la Special Constabulary. Un Special resultó muerto en el enfrentamiento. Algunos relatos han contado que Aiken tomó como rehén a la  congregación de Iglesia protestante de la población, para sacar a los Specials a la carretera. Pero el reportaje televisivo de Mathew Lewis en 'Frank Aiken's War' implica que feligreses católicos y protestantes fueron retenidos en un pub para evitar el fuego cruzado.
No obstante, el enfrentamiento sectario se agravó en la zona. Al mes siguiente, la Special Constabulary comenzó a tirotear a civiles católicos en venganza por los ataques del IRA. En junio de 1921 de Aiken organizó su más exitoso ataque contra el ejército británico, cuando sus hombres hicieron descarrilar un tren en el que viajaban soldados británicos de Belfast a Dublín, matando al guardia de tren, tres soldados de caballería y 63 caballos. Poco después, los Specials sacaron a cuatro católicos de sus casas en Bessbrook y Altnaveigh y los asesinaron.
Después de la reorganización del IRA en abril de 1921, Aiken fue puesto al mando de la Cuarta División del norte del Ejército Republicano irlandés.  El ciclo de violencia en el sureste del Úlster continuó durante el año siguiente, pese a la tregua formal con los  británicos firmada el 11 de julio de 1921. Michael Collins organizó una ofensiva clandestina contra el recién creado estado de Irlanda del Norte. En mayo de 1922, por razones nunca totalmente aclaradas, Aiken y su Cuarta División del norte no habían participado en las operaciones, aunque estaba planeado que lo hicieran. Aiken permaneció como Jefe del Consejo Militar del Úlster. Fue rápidamente ascendido, alcanzando el rango de Comandante de la brigada de Newry y , finalmente, comandante de la 4.ª División del norte desde la primavera 1921. Las unidades del IRA bajo su mando abarcaban el Condado de Louth, el sur y el oeste del Condado de Down y, desde marzo de 1921 todo el condado de Armagh.
Sin embargo, la inactividad del IRA no puso fin al derramamiento de sangre en Armagh. Aiken ha sido acusado por unionistas de desencadenar una limpieza étnica de protestantes en partes del sur de Armagh, Newry, y otras partes del norte. En particular, los críticos de Aiken citan el asesinato de seis civiles protestantes, conocido como la Masacre de Altnaveigh el 17 de junio de 1922. El ataque fue una respuesta por el asesinato a manos de la USC de nacionalistas cerca de Camlough el 13 de junio y la agresión sexual a la esposa de un amigo de Aiken. Además de los seis civiles, otros dos policías fueron asesinados en una emboscada y dos semanas más tarde el política unionista William Frazer fue secuestrado, asesinado y su cuerpo enterrado en secreto. No se encontraría hasta 1924.

#### Guerra civil irlandesa
El IRA se dividió ante la firma del Tratado anglo-irlandés de 1921 y Aiken acabó finalmente alineado con el bando anti-Tratado durante la guerra civil irlandesa a pesar de sus esfuerzos para impedir la división y evitar la guerra civil. Aiken intentó permanecer neutral y, tras enfrentarse a pro y anti tratadistas en Dublín el 28 de junio de 1922, escribió a Richard Mulcahy el 6 de julio de 1922 pidiendo una tregua, la elección de un nuevo consejo unificado del IRA y la eliminación del Juramento de Lealtad de la constitución Estatal Libre. Mulcahy se mostró evasivo y dijo que "no podía ver un modo de aconsejar al gobierno" para que accedieran a las propuestas de Aiken. Posteriormente Aiken viajó a Limerick a reunirse con el líder de los Anti-Tratado, Liam Lynch para instarle a considerar una tregua si se eliminaba el juramento de lealtad de la constitución.
Pese a sus intentos por mantenerse neutral y un final negociado de la Guerra, Aiken fue arrestado por las fuerzas pro-Tratado el 16 de julio de 1922, bajo Dan Hogan y encarcelado en Dundalk Gaol junto con aproximadamente 2-300 de sus hombres. Después de justo diez días de encarcelamiento, escapó durante una fuga masiva de 100 hombres el 28 de julio. El 14 de agosto lanzó un ataque sorpresa de entre 300 y 400 anti-tratado del IRA sobre Dundalk. Hicieron agujeros en los cuarteles del ejército y tomaron el control de la ciudad sufriendo sólo dos muertos. La operación liberó a 240 prisioneros republicanos que capturaron 400 rifles. Mientras estuvo en posesión de la ciudad, Aiken pidió públicamente en fin de la guerra civil. Durante el resto del conflicto permaneció junta a su unidad, llevando a cabo operaciones de guerrilla contra las fuerzas del Estatado Libre; sin embargo, Aiken nunca se mostró entusiasta con las luchas internas.

#### Final de la Guerra Civil
Aiken estaba con la patrulla del jefe de Estado Mayor del IRA, Liam Lynch cuando fueron emboscados en Knockmealdown, donde Lynch fue tiroteado y asesinado, logrando rescatar la documentación del IRA, a cualquier coste". Como recompensa, Aiken fue nombrado Jefe del Estado Mayor del IRA sustituyendo a Liam Lynch en marzo de 1923. Siempre ambivalente sobre la guerra contra el Estado Libre, Aiken y la ejecutiva del IRA ordenaron un alto el fuego o  "suspensión de operaciones ofensivas" el 26 de abril de 1922. Se mantuvo cercano a Eamon de Valera, que llevaba mucho tiempo queriendo poner fin a la Guerra Civil, y ambos se pusieron de acuerdo en evitar que el IRA anti-Tratado se rindiera formalmente. En lugar de entregar sus armas, simplemente las 'abandonarían', ordenando a sus soldados simplemente regresar a casa como republicanos honorables. Aiken escribió ' tomamos las armas para liberar  a nuestro país y las mantendremos hasta que veamos una forma honorable de alcanzar nuestro objetivo sin armas'.
El alto el fuego y el abandono de las armas, el 24 de mayo de 1923 puso fin de manera efectiva a la guerra civil irlandesa, aunque el gobierno del Estado Libre no promulgó una amnistía general hasta el año siguiente. Aiken permaneció al frente del IRA hasta el 12 de noviembre de 1925. En el verano el IRA anti-tratado envió una delegación dirigida por Pa Murray a la Unión Soviética para una reunión personal con Iósif Stalin, con esperanzas de obtener financiación y apoyo militar. Se firmó un pacto secreto por el que el IRA espiaría a los Estados Unidos y al Reino Unido y pasaría información a la Inteligencia Militar del Ejército Rojo en Nueva York y Londres a cambio de £500 al mes. El pacto fue originalmente aprobado por Aiken, que abandonó poco después, siendo sucedido por Andrew Cooney y Moss Twomey que mantuvieron el acuerdo.

## Fundador de Fianna Fáil y ministro de gobierno
Aiken asistió a la Ceremonia de Conmemoración en abril de 1925 en Dundalk, pero hacia marzo de 1926—cuando De Valera fundó un partido nuevo, el Fianna Fáil— estaba en Estados Unidos. Aiken había sido diputado del Dáil Éireann por Louth en 1923 por el Sinn Féin; en junio de 1927 fue reelegidos por la misma circunscripción por Fianna Fáil, y seguiría siendo reelegido en todas las elecciones hasta su retirada de la política cincuenta años después. Formó parte del primer gobierno de Fianna Fáil como ministro de Defensa, pasando después a ser ministro para la Coordenación de Medidas Defensivas responsable de supervisar la defensa nacional de Irlanda y su neutralidad durante la Segunda Guerra Mundial (ver La Emergencia). En mayo de 1926  compró Dun Gaiothe, una granja láctea, en Sandyford, condado de Dublín. Aiken era innovador y creativo, un inventor aficionado que obtuvo patentes para una estufa de turba, una colmena, un refugio antiaéreo, una cocina eléctrica, y un tacón de muelles para calzado.

### Enfrentamiento con el Gobernador General
Aiken se vio en vuelto en una controversia a mediados de  1932 cuando, junto con el vicepresidente del Consejo Ejecutivo Seán T. O'Kelly desafió públicamente al Gobernador General del Estado Libre irlandés, James McNeill, al escenificar una protesta pública en una función en la legación francesa en Dublín. En privado, McNeill escribió a Éamon de Valera, el presidente del Consejo Ejecutivo, quejándose de lo que los medios de comunicación llamaron la "chiquillada" de Aiken y O'Kelly. Aunque estaba de acuerdo en que la actuación había sido "lamentable" de Valera, en vez de amonestar a sus ministros, sugirió que el Gobernador General informara al Consejo Ejecutivo de sus compromisos sociales para permitir a los ministros evitar aquellos a los que fuera a asistir. En marzo de 1932, Aiken había intentado lograr un nuevo rapprochement, y "reconciliar al Ejército con el nuevo régimen". El 9 de marzo visitó a los prisioneros republicanos en la prisión de Harbour Hill, liberados al día siguiente - había sido nombrado vicepresidente de Agricultura con James Ryan en la Conferencia de Ottawa. Recomendó el uso de turba en el Condado de Meath, y visitó el Campamento de Curragh para utilizar la turba para acelerar la distribución de tierra entre el campesiando pobre. Se liberaron tierras en las 'Midlands' para desarrollo.
McNeill se sintió ofendido por la respuesta de Valera  y, pese a la oposición del gobierno, publicó su correspondencia. Ante esto, de Valera recomendó formalmente a Jorge V el cese del Gobernador. El Rey negoció un acuerdo especial entre ambos hombres, por el que McNeill se retiraría de su puesto unas semanas antes de lo previsto, coincidiendo con las fechas propuestas por de Valera para su cese. El 25 de abril de 1938, Aiken estaba aún demasiado vinculado al IRA como para intervenir en las negociaciones del Acuerdo Anglo-irlandés. Pese a que la figura de gobernador general del Estado Libre era polémica, los medios e incluso miembros del  Partido Laborista en la oposición, contrarios al gobernador, y miembros del propio gabinete de De Valera, criticaron el tratamiento dispensado por Aiken y O'Kelly a McNeill, al que todos consideraban un hombre decente y honorable. Aiken se negaría posteriormente a discutir la cuestión, pero De Valera tomó las medidas para nombrar embajadora irlandesa a su viuda, Josephine McNeill.

### Ministro para la Coordinación de Medidas Defensivas y Segunda Guerra Mundial
Al estallar la guerra, Aiken fue nombrado por De Valera para ese cargo. Obtuvo notoriedad en los círculos liberales de Dublín liberal por supervisar la censura: sus enfrentamientos con R. M. Smyllie, editor de The Irish Times, propiciaron que muchos se resintieran de esa censura. Aiken no sólo corrigió la cobertura de la guerra llevada a cabo por el Times, cuya línea editorial era en gran parte probritánica, sino que también prohibió las películas de guerra pro-aliadas, e incluso prohibió informar sobre los discursos de los diputados que se mostraran en contra de la estricta neutralidad. Aiken justificó estas medidas, mencionando las 'terribles y prevalentes fuerzas de la guerra moderna' y la importancia de la propaganda y la moral.
Aiken continuó oponiéndose a la actuación británica en Irlanda y a la partición del país, y defendió vehementemente la política de neutralidad preconizada por De Valera, negando a Gran Bretaña el uso de puertos irlandeses durante la Batalla del Atlántico. Aiken consideraba que Irlanda tenía que estar dispuesta a resistir una posible invasión, tanto de Alemania como de Gran Bretaña. Con ese fin, el Ejército irlandés creció de manera importante durante el ministerio de Aiken, hasta alcanzar los 41 000 regulares y 180 000 en unidades auxiliares en las Fuerzas de Defensa Local y Fuerza de Seguridad Local, en 1941, a pesar de que estas formaciones estaban pobremente equipadas.
Aiken quiso incorporar el IRA al Ejército y les ofreció una amnistía en la primavera de 1940, que fue rechazada por la organización clandestina. No obstante, durante la duración de la guerra, como el IRA cooperó con la inteligencia alemana, y presionaba para lograr un desembarco alemán en Irlanda del Norte, el gobierno, con la aprobación de Aiken, internó a varios centenares de miembros del IRA y ejecutó a seis de ellos por tirotear a varios agentes de la policía irlandesa. Aunque Aiken se mostraba comprensivo con ellos en privado, y visitó a los prisioneros Arbour Hill en Dublín, no pidió clemencia para los condenados.
Creyendo que Gran Bretaña perdería la guerra en 1940,  se negó a respaldar el plan del funcionario británico sénior Malcolm MacDonald para la unificación de Irlanda a cambio de que el Estado Irlandés contribuyera al esfuerzo británico. En negociaciones diplomáticas Aiken dijo que una Irlanda unida, si era concedida, permanecería neutral para salvaguardar su propia seguridad y las charlas posteriores fueron sólo una 'una mera pérdida de tiempo'. Además, el pueblo irlandés 'no apoyaría que su gobierno que tomara parte en la guerra sin provocación real de Alemania'. Preguntado en radio americana sobre la oferta de unidad a cambio de entrar en la guerra, respondió 'que con la mayor de las certezas, no. Queremos unión y soberanía, no unión y esclavitud'.
En marzo de 1941, Aiken fue enviado a América para asegurar suministros de EE. UU., tanto militares como económicos, que Gran Bretaña estaba reteniendo debido a la neutralidad irlandesa. Aiken mantuvo una tensa reunión con Franklin Roosevelt en Washington D. C.. Roosevelt instó a Aiken a que Irlanda entrara en la guerra del lado aliado que preguntándole si era cierto que había dicho que 'Irlanda no tenía nada que temer de una victoria alemana'. Aiken negó decir esto, pero citó el corte de suministro británico como un acto de agresión y pidió ayuda a Estados Unidos. Roosevelt accedió a enviar suministros, pero solo si Gran Bretaña daba su aprobación. Al final de la reunión, Aiken pidió al Presidente que les 'apoyara a resistir contra la agresión'. 'Agresión alemana, sí' Roosevelt respondió, a lo que Aiken replicó 'agresión británica también'. Esto enfureció a Roosevelt, que gritó 'barbaridad' y 'arrastró el mantel [de bajo su comida] haciendo que toda la cubertería volara por la habitación'. Finalmente, Aiken no fue capaz de obtener una  promesa de armas americanas, pero consiguió un envío de grano, dos barcos mercantes y  carbón. Roosevelt también dio 'su garantía personal' de que Gran Bretaña no invadiría Irlanda.

### Ministro de Asuntos Exteriores

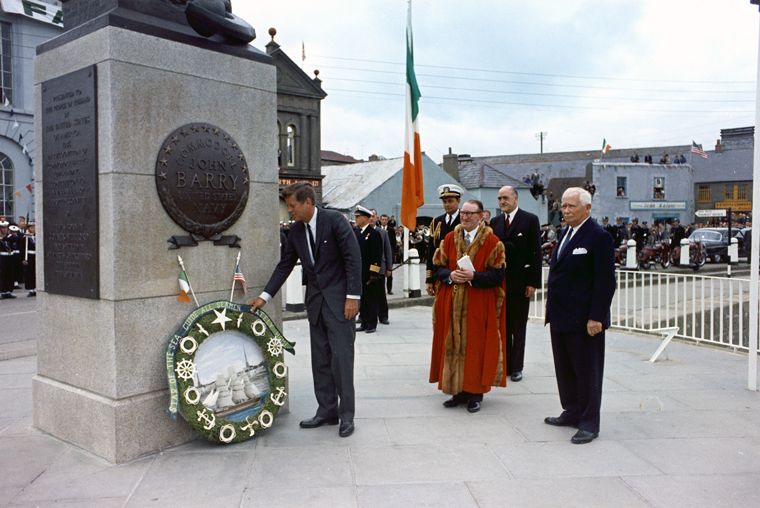
Depositando una corona de flores en el Monumento del Comodoro John Barry. Presidente Kennedy, Alcalde de Wexford Thomas Burne, Ministro de Asuntos Exteriores de Irlanda Frank Aiken, el embajador de EE. UU. en Irlanda Matthew McCloskey, el Asesor Naval del Presidente Tazewell Shepard, y otros. Wexford, Irlanda, Crescent Quay.

Aiken fue ministro de Finanzas durante los tres años que siguieron al fin de la guerra y estuvo implicado en el desarrollo económico de posguerra en la industria, la agricultura, la educación y otras esferas. Sin embargo, sería durante sus dos periodos como ministro de Asuntos Exteriores—1951 a 1954, y 1957 a 1969—cuando Aiken mostró todo su enorme potencial político. Como ministro de Asuntos Exteriores adoptó una postura independiente cuando le fue posible, tanto ante las Naciones Unidas como en otros foros internacionales como el Consejo de Europa. A pesar de una importante oposición, tanto doméstica como externa, defendió testarudamente el derecho de los países pequeños dentro de la ONU a discutir la representación de la China comunista en la Asamblea General. Incapaz de llevar la partición de Irlanda ante la ONU, por el veto de Gran Bretaña en el Consejo de Seguridad y la poca disposición de otras naciones Occidentales para interferir en lo que consideraban asuntos meramente británicos (la posición de los EE. UU. siempre fue más ambigua), Aiken aseguró que Irlanda defendería enérgicamente los derechos de naciones pequeñas como Tíbet y Hungría, que vivían situaciones con las que los irlandeses podían identificarse y ante los que sentían en la obligación moral de ayudar.
Aiken también apoyó el derecho de países como Argelia a la autodeterminación y habló en contra del apartheid en Sudáfrica. Bajo la política de Irlanda de promover la primacía de ley internacional y reducir la tensión global en el cénit de la Guerra Fría, Aiken promovió la idea de "áreas de ley", que crea que permitirían liberar a las regiones más tensas del mundo de la amenaza de guerra nuclear.
El 'Plan Aiken' fue introducido en las Naciones Unidas como un esfuerzo para combinar desarme y paz en Oriente Medio, siendo Irlanda un país que mantenía buenas relaciones tanto con Israel como con muchos países árabes. En la ONU, la delegación irlandesa se sentaba entre Irak e Israel formando una especie de 'colchón' físico: en la época de Aiken (que como ministro pasó mucho tiempo en la ONU) tanto los italianos (que a su vez se sentaban junto a la delegación iraquí), como los irlandeses y los israelíes afirmaban ser la única delegación neoyorquina de la ONU, una ciudad habitada por una multitud de irlandeses, judíos e italianos. Aiken fue también un paladín de la no proliferación de armas nucleares, por lo que recibió el honor de ser el primer ministro en fimar el Tratado de No Proliferación Nuclear en 1968 en Moscú. El impacto de como ministro de Asuntos Exteriores fue tal que a veces se le menciona como el padre de la política extranjera irlandesa. Su actuación fue alabada en particular por otro ministro irlandés de Asuntos Exteriores, Garret Fitzgerald de Fine Gael.

## Retirada de la política y Charles Haughey
Aiken se retiró de su cargo Ministerial y como Tánaiste en 1969. Durante la Crisis de las Armas se dice que elTaoiseach, Jack Lynch, consultó varias veces a Aiken sobre diferentes asuntos. Se retiró de la política en 1973 debido a que Charles Haughey, cuyo estilo desagradaba fuertemente a Aiken, fue elegido como candidato del Fianna Fáil en las elecciones de 1973. Inicialmente planeó explicar las razones de su decisión, pero finalmente anunció que su retirada obedecía a razones de salud.

### Rechazo a la Candidatura a la presidencia de Irlanda
Después de su jubilación el vigente Presidente de Irlanda, Éamon de Valera, intentó convencer a Aiken—uno de sus amigos más cercanos—de presentarse por el Fianna Fáil a las elecciones presidenciales de 1973. Sin embargo, Aiken rechazó todas las peticiones que se le hicieron y el partido finalmente seleccionó a Erskine H. Childers como candidato. Childers Ganó las elecciones. En 1966, Aiken se mostró horrorizado ante la candidatura de Charles Haughey, que era un abierto anti-particionista.
Cuando Jack Lynch, el Taoiseach y amigo, anunció su jubilación, y la promoción de Haughey, Aiken se negó a servir. Haughey era un perspicaz, pero corruptible político: convocó una reunión de 500 hombres de negocio en el hotel Gresham de Dublín para recaudar fondos para su causa. El apoyo de Haughey a la campaña de bombas del IRA Provisional fue visto como un desafío a las advertencias de Aiken.

### Enfrentamiento con Ernest Blythe
Poco antes de su muerte, el anterior ministro de Cumann na nGaedheal, Ernest Blythe acusó a Aiken de ofenderle públicamente a lo largo de su carrera política. Decía que, por su apoyo al Tratado y la oposición de Aiken, Aiken siempre le dio la espalda a propósito cuando coincidían.
La animadversión de Aiken hacia Blythe contrasta con la amistad que desarrolló con sus colegas Seán MacEntee (anti-tratado) y Desmond Fitzgerald (pro-tratado) quienes, tras la división, reestablecieron la relación y se aseguraron de que sus hijos no guardaran resentimientos por lo ocurrido en la guerra civil. Los grandes rivales Éamon de Valera y W. T. Cosgrave, después de años de enemistad, se reconciliaron también en los años 60. No obstante, Aiken se negó a reconciliarse con algunos de sus amigos por lo acaecido en la Guerra Civil.

## Familia
En 1934 Aiken se casó con Maud Davin, directora de la Escuela Municipal de Música de Dublín. Tuvieron tres hijos: Aedamar, Proinnsias, y Lochlann.

## Muerte
Frank Aiken murió el 18 de mayo de 1983 en Dublín por causas naturales a los 85 años. Fue enterrado con honores de Estado en su nativo Camlough, Condado de Armagh, Irlanda del Norte.

### Honores y monumentos
Aiken recibió numerosas condecoraciones y honores, incluyendo doctorados honoris causa por las Universidad Nacional de Irlanda y el University College Dublín. Recibió la Gran Cruz de San Olaf, la más alta distinción que Noruega puede dar a un extranjero, durante una visita estatal a aquel país en 1964. Fue también un defensor del uso de la lengua irlandesa durante toda su vida. Su hijo, también llamado Frank, se presentó sin éxito a las elecciones generales de 1987 y 1989 en las listas de los Demócratas Progresistas. Su mujer murió en un accidente de tráfico en 1978.
El Cuartel Aiken en Dundalk, Condado de Louth, ahora sede del Batallón de Infantería 27 recibe ese nombró en su honor.  
La extensa propiedad de la familia Aiken en la zona de Lamb's Cross en el condado de Dublín (entre Sandyford y Stepaside) ha sido transformada en un alojamiento llamado Aiken's Village.

## Lectura complementaria
- Matthew Lewis, Frank Aiken's War: The Irish Revolution, 1916-23 (2014)
- Bryce and Kelly, Frank Aiken: Nationalist and Internationalist (2014)